# Châu Thị Ngọc Giao
Châu Thị Ngọc Giao (sinh 26 tháng 8 năm 1978) là một vận động viên cờ tướng và cờ vua Việt Nam. Chị là nhà vô địch nữ quốc gia năm 1999.

## Sự nghiệp
Châu Thị Ngọc Giao quê ở An Nhơn, Bình Định. Chị luyện cờ tướng từ nhỏ. Đến năm 1993 (15 tuổi), Ngọc Giao tham gia giải cờ tướng thiếu niên của tỉnh và từ giải này được chọn vào đội năng khiếu tỉnh.
Thành tích đầu tiên của Châu Thị Ngọc Giao ở cấp quốc gia là huy chương đồng cá nhân, cùng huy chương bạc đồng đội tại Đại hội thể dục thể thao toàn quốc vào tháng 5 năm 1995. Lần đầu tiên Châu Thị Ngọc Giao có huy chương tại giải vô địch cờ tướng quốc gia là năm 1997, đạt huy chương bạc. Đến năm 1999 chị trở thành nhà vô địch cờ tướng nữ quốc gia.
Với chức vô địch quốc gia, Ngọc Giao được cử tham dự Giải vô địch cờ tướng thế giới vào cuối năm 1999. Chị đạt hạng tư chung cuộc và được phong danh hiệu Quốc tế đại sư.
Những năm sau này, tuy không còn nhiều thành công nhưng chị vẫn có những thành tích tốt như huy chương đồng cá nhân, huy chương bạc đồng đội tại Đại hội thể dục thể thao toàn quốc năm 2014.
Do đặc thù của Bình Định, các nữ kỳ thủ ở đây thường thi đấu cả cờ tướng và cờ vua. Châu Thị Ngọc Giao cũng là một kỳ thủ cờ vua và đạt được một số thành tích như ngôi vô địch giải trẻ thế giới cờ nhanh ở Pháp năm 1995.